# Sean Mahon
Sean Mahon (* in Dublin) ist ein irischer Schauspieler.

## Leben
Sean Mahon wuchs in Rathfarnham bei Dublin auf und besuchte die dortige Schule Coláiste Éanna. Er arbeitete zunächst im Marketing-Bereich für verschiedene Unternehmen wie Kerrygold und Avonmore. Mit 24 Jahren zog er von Irland in die Vereinigten Staaten.
Mahon nahm Schauspiel-Unterricht am Center Theater in Chicago und hatte dort erste Auftritte. Danach lebte er längere Zeit in Los Angeles und New York City, mit gelegentlichen Aufenthalten in London und Irland. Ab 2002 bekam er kleine Rollen, vor allem in Fernsehserien, und arbeitete daneben unter anderem als Fitness-Trainer.
Bekannt wurde Mahon 2007 mit der Rolle des Nicky Giblin in der Broadway-Produktion „The Seafarer“ von Conor McPherson. Es folgte eine weitere Broadway-Rolle (Richard Hannay in The 39 Steps) und eine Reihe von Auftritten in Film und Fernsehen. Mahons diesbezügliches Schaffen umfasst mehr als 40 Produktionen. Beispielsweise spielte er 2014 den verlorenen Sohn Michael in dem Drama Philomena. Zu seinen bedeutenderen Rollen gehört weiterhin die des moralisch fragwürdigen Sergeanten Brian McGonigle in der irischen Soap Red Rock, die er zwei Staffeln lang (2014–2015) verkörperte. Hierfür wurde Mahon 2015 und 2016 für den IFTA Award nominiert. Da einige der Produzenten von Red Rock auch an EastEnders beteiligt waren, wurde ihm dort 2018 die wiederkehrende Rolle des Polizisten Ray Kelly vermittelt, der Bigamie betreibt und schließlich erschossen wird.

## Filmografie
- 2002: It Could Happen
- 2002: Angel – Jäger der Finsternis (Angel, Fernsehserie)
- 2002: The Agency – Im Fadenkreuz der C.I.A. (The Agency, Fernsehserie)
- 2003: Everwood
- 2003: Emergency Room – Die Notaufnahme (ER)
- 2003: Hulk
- 2003: This Vicious Minute
- 2003–2004: Line of Fire
- 2005: Mr. & Mrs. Smith
- 2005: A.M.D.G.: A World Is Not Enough
- 2006: Eragon – Das Vermächtnis der Drachenreiter (Eragon)
- 2007: Gargoyles – Monster aus Stein (Reign of the Gargoyles)
- 2008: Rend
- 2008: Jung und Leidenschaftlich – Wie das Leben so spielt (As the World Turns, Fernsehserie)
- 2008: Fringe – Grenzfälle des FBI (Fringe, Fernsehserie)
- 2010: Army Wives (Fernsehserie)
- 2010: Then We Got Help!
- 2010: Fair Game – Nichts ist gefährlicher als die Wahrheit (Fair Game)
- 2010: Exit the Castle
- 2011: Higher Ground
- 2012: Dark Shadows
- 2012: Zero Dark Thirty
- 2013: Philomena
- 2014: The Legend of Longwood
- 2014–2015: Red Rock (Fernsehserie)
- 2016: American Experience
- 2016: The Last Treasure Hunt
- 2016: Operation Anthropoid (Anthropoid)
- 2018: Don’t Go
- 2018–2019: EastEnders (Fernsehserie)
- 2019: Dem Leben auf der Spur (End of Sentence)
- 2021: The Cursed – Der Fluch der Bestie (The Cursed)
- 2024: High Tide